# Grzegorz Smolar

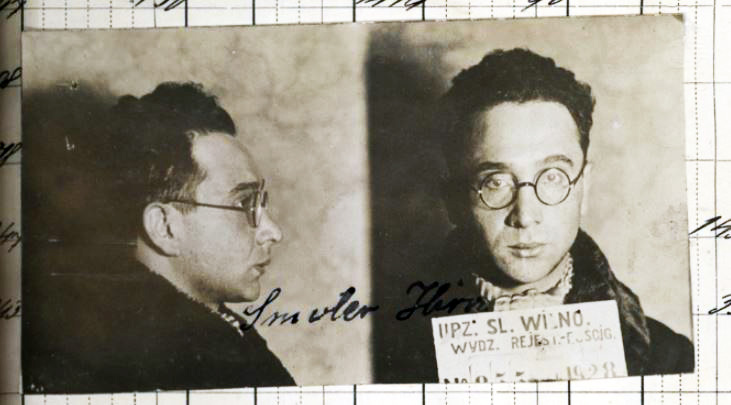
Hersz Smolar po aresztowaniu przez Policję Państwową za działalność komunistyczną (1928)

Grzegorz Smolar, właśc. Hersz Smolar (jid. הערש סמאָליאַר; ur. 15 kwietnia 1905 w Zambrowie, zm. 16 marca 1993 w Tel Awiwie) – polski polityk komunistyczny, dziennikarz i działacz społeczny pochodzenia żydowskiego.
Był członkiem Wszechzwiązkowej Komunistycznej Partii (bolszewików), Komunistycznej Partii Zachodniej Białorusi, Polskiej Partii Robotniczej i Polskiej Zjednoczonej Partii Robotniczej. W latach 1946–1950 członek prezydium Centralnego Komitetu Żydów Polskich, w latach 1950–1962 przewodniczący zarządu Towarzystwa Społeczno-Kulturalnego Żydów w Polsce, członek Ogólnopolskiego Komitetu Frontu Jedności Narodu w 1958, od 1970 na emigracji w Izraelu.

## Życiorys
Urodził się jako Hersz Smolar, syn Dawida – producenta wody sodowej. Do 1917 ukończył cztery klasy szkoły podstawowej. W latach 1918–1919 organizował w miasteczku lewicującą grupę młodzieży syjonistycznej, którą nazwał Związkiem Młodzieży Socjalistycznej.
W lipcu 1920 podczas wojny polsko-bolszewickiej po zajęciu Zambrowa przez Armię Czerwoną został z jej ramienia członkiem miejscowego Komitetu Rewolucyjnego. Z tego powodu, po wyparciu bolszewików poszukiwała go polska żandarmeria wojskowa.
Wyjechał do Warszawy, gdzie wstąpił do Komunistycznej Partii Robotniczej Polski. Ta przerzuciła go do Kijowa, gdzie został sekretarzem Wydziału Ekonomicznego Gubernialnego Komitetu Komsomołu, a także sekretarzem gazety Młodzież Robotnicza. Następnie podjął studia w sekcji żydowskiej Komunistycznego Uniwersytetu Mniejszości Narodowych Zachodu w Moskwie. Była to uczelnia partyjna, kształcąca działaczy komunistycznych głównie z krajów sąsiadujących ze ZSRR. Po śmierci Włodzimierza Lenina w 1924 został delegowany do Humańskiego Komitetu Okręgowego Komsomołu. Organizował tam tzw. zaciąg leninowski do tej organizacji. W 1925 został przyjęty do Wszechzwiązkowej Komunistycznej Partii (bolszewików), a następnie przeniesiono go do Charkowa (gdzie pracował jako redaktor Młodej Gwardii), a następnie do Moskwy.
W 1926 został wybrany na członka Centralnego Żydowskiego Biura Komitetu Centralnego Komsomołu. Dwa lata później sekcja polska Kominternu skierowała go z Moskwy do pracy partyjnej w Polsce. Przeniósł się do Wilna, gdzie był sekretarzem komunistycznej młodzieżówki, a później Komunistycznej Partii Zachodniej Białorusi. Szybko jednak został aresztowany (KPZB opowiadała się za oderwaniem terenów na wschód od linii Curzona i włączeniem ich do ZSRR na drodze zbrojnego powstania przeciwko rządowi II RP) i przez trzy następne lata odbywał karę w wileńskich Łukiszkach. W 1932 wrócił do KPZB, tym razem jako sekretarz na Baranowicze i Słonim oraz Białystok. Od 1934 był kierownikiem krajowej redakcji wydawnictw KC KPZB, a także publikował testy w języku jidysz. W 1936 ponownie został aresztowany i skazany na 6 lat więzienia, z którego uwolniła go agresja ZSRR na Polskę i wkroczenie Armii Czerwonej. Został wówczas redaktorem sowieckiej gazety okupacyjnej pisanej w języku żydowskim  Białystokier Sztern – żydowskiego organu Komitetu Obwodowego WKP(b). W chwili ataku III Rzeszy na ZSRR przebywał w Mińsku. Po rozpoczęciu okupacji niemieckiej trafił do mińskiego getta. Większość jego rodziny zginęła w czasie Holokaustu. Po opuszczeniu getta został komisarzem politycznym sowieckich oddziałów partyzanckich – Oddział partyzancki numer 106 (Партизанский отряд № 106) – działających w tym rejonie.
W 1946 jako repatriant powrócił do Polski. Należał do Polskiej Partii Robotniczej, a następnie Polskiej Zjednoczonej Partii Robotniczej. Rozpoczął pracę w Centralnym Komitecie Żydów Polskich jako kierownik Wydziału Kultury i Propagandy oraz członek jego Prezydium. W latach 1949–1950 pełnił funkcję przewodniczącego CKŻP jako następca Adolfa Bermana, który wyjechał do Izraela. Następnie, aż do 1962 był przewodniczącym Zarządu Głównego Towarzystwa Społeczno-Kulturalnego Żydów w Polsce. Do 1968 kierował Fołks Sztyme – organem prasowym PZPR w języku jidysz. Stanowisko to utracił w 1968 w wyniku antysemickiej nagonki, będącej następstwem wydarzeń marcowych. Wtedy też został usunięty z partii. W 1970 wyjechał przez Paryż do Izraela, gdzie pracował w Bibliotece Narodowej w Jerozolimie oraz na Uniwersytecie Telawiwskim. Tam też zmarł w 1993. W Polsce pozostała jego żona Walentyna.

## Odznaczenia
Grzegorz Smolar był wielokrotnie odznaczany przez władze PRL za walkę w sowieckiej partyzantce, w latach 1943–1944. W niektórych życiorysach podawał, że był członkiem Sztabu Zjednoczenia Partyzanckiego w południowej zonie Puszczy Białowieskiej. W rzeczywistości działał na terenie Puszczy Nalibockiej oraz w jej okolicach, ale przekłamanie to nie było zamierzone. Otrzymał stopień wojskowy lejtnanta i pod pseudonimem Jefim był redaktorem naczelnym pięciu gazet partyzanckich wydawanych w języku rosyjskim i jidysz. Odznaczony był Krzyżem Partyzanckim, Orderem Krzyża Grunwaldu III klasy (1948), Krzyżem Walecznych (1947) oraz Krzyżem Oficerskim Orderu Odrodzenia Polski.

## Życie prywatne
Żoną Grzegorza Smolara była Walentyna Najdus (1909–2004), z którą związał się w 1940. Miał z nią dwóch synów: Aleksandra (ur. 1940) i Eugeniusza (ur. 1945). Jego wnukami są Monika Smolar (ur. 1966), psycholożka mieszkająca w Londynie, Piotr Smolar (ur. 1974), dziennikarz mieszkający w Paryżu i Anna Smolar (ur. 1980), reżyserka teatralna działająca we Francji i w Polsce.